# Austroablepharus
Austroablepharus — рід сцинкоподібних ящірок родини сцинкових (Scincidae). Представники цього роду є ендеміками Австралії.

## Види
Рід Austroablepharus нараховує 3 види:
- Austroablepharus barrylyoni (Couper et al., 2010)
- Austroablepharus kinghorni (Copland, 1947)
- Austroablepharus naranjicauda (Greer, Fisher & Horner, 2004)